# AeroPerú
Empresa de Transporte Aéreo del Perú S.A. ("Peruvian Air Transport Enterprise, S.A."), che operava semplicemente come Aeroperú (contrazione di Empresa Nacional de Aeronavegación del Perú, Compagnia nazionale di navigazione aerea del Perù), era una compagnia aerea peruviana con sede a Lima, nel Distretto di Miraflores, che godette dello status di compagnia aerea di bandiera. L'azienda iniziò ad operare dal 1973 continuando fino alla sua bancarotta avvenuta nel 1999 (causata anche dall'incidente al Volo AeroPerú 603), e dal 1993 al 2000 fu una sussidiaria della Aeroméxico. Da quella data lo status di compagnia di bandiera peruviana venne acquisito dalla concorrente LAN Perú.

## Storia

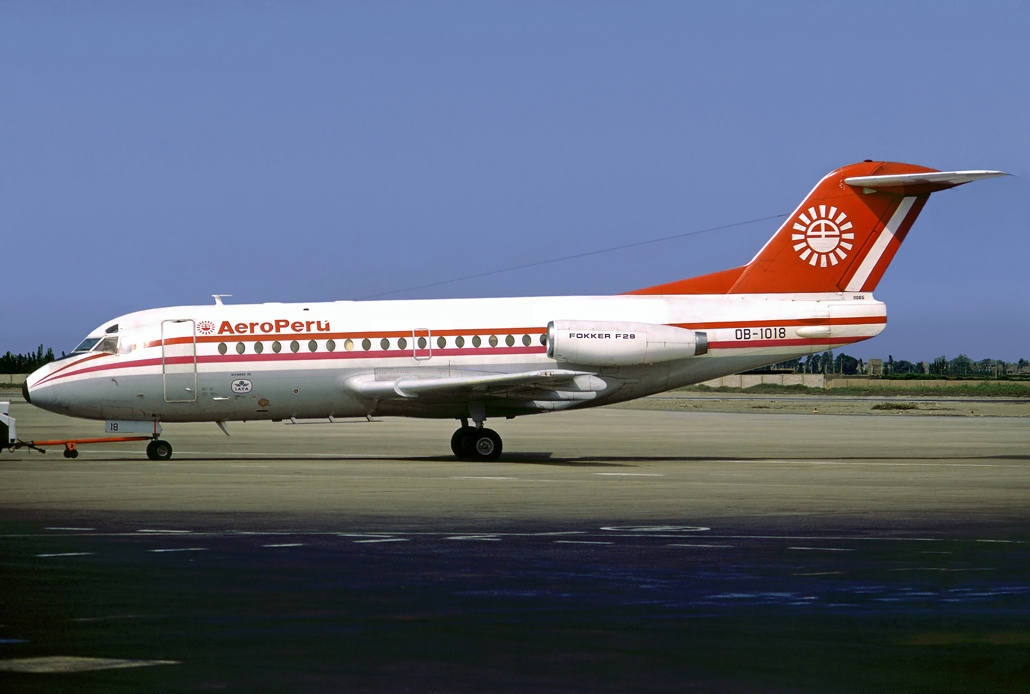
Un Fokker F28 di AeroPerù, uno dei primi aerei del vettore nazionale.

AeroPerú è stata fondata il 22 maggio 1973 in seguito alla riorganizzazione di SATCO, una compagnia aerea precedentemente gestita dall'esercito peruviano. Inizialmente la compagnia era interamente posseduta dallo Stato e la sua flotta era composta da tre Fokker F28 già di proprietà di SATCO. 
I primi voli sono stati effettuati nel mese di ottobre sulla tratta Lima-Cusco; poco dopo è stato introdotto in flotta un Boeing 727 e sono stati ordinati due Fokker F27. 
Nel 1974 l'acquisto di due Douglas DC-8 ha permesso l'apertura delle prime rotte internazionali: il 29 luglio è stata inaugurata la tratta Lima-Buenos Aires, immediatamente seguita dalla Lima-Miami. Nel 1978 la rete AeroPerú era cresciuta fino ad includere un gran numero di destinazioni in America Latina e due negli Stati Uniti: New York e Los Angeles.
Nel luglio 1981 è cominciata una graduale privatizzazione di AeroPerú, con il governo peruviano che ha mantenuto una quota di minoranza del 20%. Nel 1982 sono cominciati i preparativi per la fusione con Faucett Perú, che al momento era l'altra grande compagnia aerea presente nel paese; come misura preparatoria sono state chiuse diverse destinazioni internazionali, tra le quali Rio de Janeiro, San Paolo, New York e Los Angeles. Nel 1983, in seguito al fallimento della fusione, AeroPerù ha ripreso i collegamenti precedentemente sospesi.
Nel novembre dello stesso anno è scaduto l'accordo bilaterale per il trasporto aereo tra Perù e Stati Uniti: a causa di disaccordi sulla concessione dei diritti di quinta libertà, tutti i voli tra i due paesi sono stati sospesi da maggio 1984 fino a metà del 1985.
Nel 1993 Aeroméxico ha acquisito il 70% delle azioni della compagnia, divenendo così l'azionista di maggioranza di AeroPerú. Nel 1994 Aeroméxico le ha ceduto in leasing due Boeing 757-200 consentendo ad AeroPerú di sostituire i vecchi DC-8. Nel 1996 il 47% delle quote di AeroPerú sono state trasferite a Cintra, già società madre di Aeroméxico e Mexicana; questo ha consentito alle tre compagnie aeree di creare un accordo di code sharing chiamato Alas de Americas,
Tra il 1996 e il 1997 AeroPerú ha utilizzato come secondo hub l'aeroporto di Bogotà-El Dorado in Colombia, dal quale venivano operati solamente voli regionali.
Nel 1998 Delta Air Lines, acquisendo il 35% delle quote di Cintra, è diventata, alla pari, azionista di maggioranza di AeroPerú.
Il 10 marzo 1999, a causa del perdurare delle difficoltà finanziarie che avevano già colpito la compagnia gli anni precedenti, AeroPerú è stata costretta a sospendere tutte le operazioni di volo. In precedenza erano stati studiati due piani di rilancio: il primo prevedeva l'ingresso come socio di maggioranza di Continental Airlines, mentre il secondo prevedeva l'acquisto della compagnia da parte di un gruppo di investitori esteri. AeroPerú è stata dichiarata fallita il 18 agosto 1999.

## Flotta

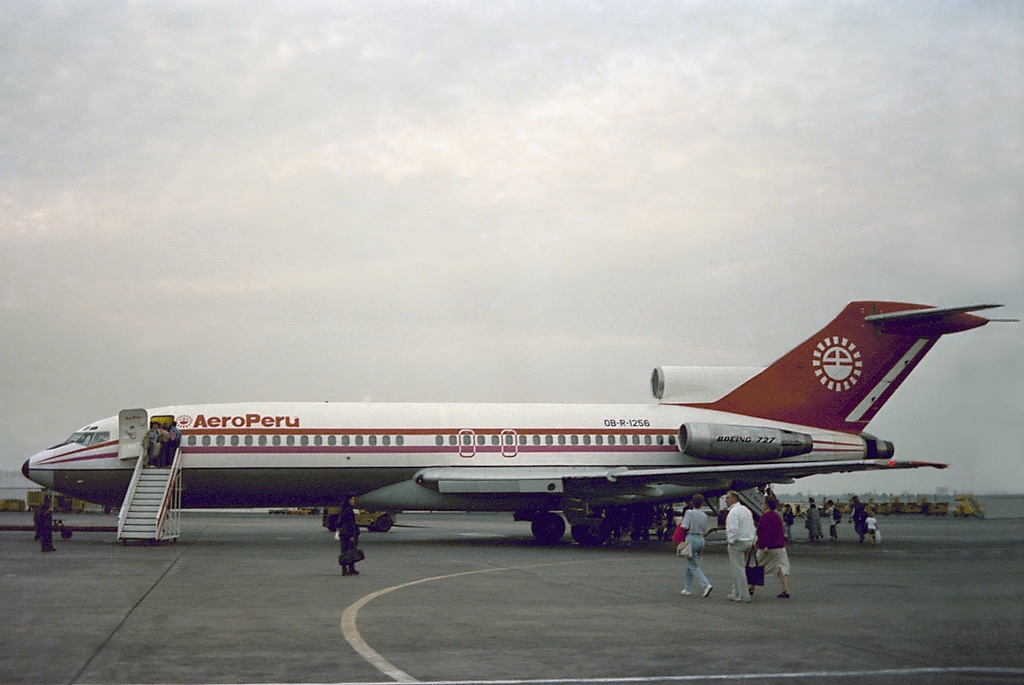
Un Boeing 727 di AeroPerú fotografato all'aeroporto di Lima.

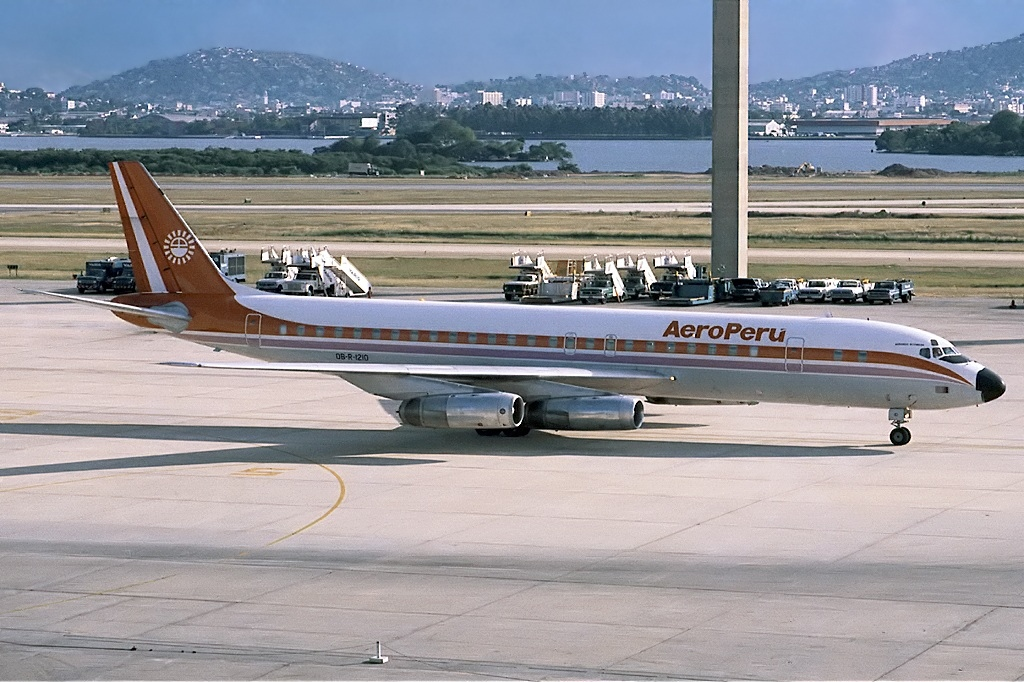
Un Douglas DC-8 di AeroPerú fotografato all'Aeroporto di Rio de Janeiro-Galeão-Antônio Carlos Jobim.

Nella sua storia Aeroperù ha utilizzato i seguenti velivoli:
- 17 Boeing 727
- 4 Boeing 737-200
- 4 Boeing 757
- 1 Boeing 767-200ER
- 16 Douglas DC-8
- 4 McDonnell Douglas DC-10
- 4 Lockheed L-1011 TriStar
- 3 Fokker F27
- 1 Fokker F28

## Incidenti
- Il 25 ottobre 1988 il volo Aeroperú 772 operato con il Fokker F28 marche OB-R-1020, si è schiantato in fase di decollo dall'Aeroporto di Juliaca, uccidendo 11 delle 65 persone a bordo.[15]
- Il 2 ottobre 1996 il volo Aeroperú 603, operato con il Boeing 757 marche N52AW, si è inabissato al largo di Lima in seguito ad informazioni errate fornite dalla strumentazione elettronica che hanno indotto in errore i piloti. Tutte le 70 persone a bordo hanno perso la vita.[16]